# Королюк Олексій Полікарпович
Олексій Полікарпович Королю́к (26 лютого 1926, Харків — 3 березня 2021, Харків) — радянський та український фізик, член-кореспондент НАНУ, доктор фізико-математичних наук (1974), лауреат Державної премії УРСР у галузі науки та техніки (1980), співавтор зареєстрованого відкриття «Акустомагнітоелектричний ефект» (1964), Учасник Другої світової війни.

## Біографічні дані
Народився 26 лютого 1926 року в Харкові.
У 1956 році закінчив Харківський державний університет. Працював в Інституті радіофізики та електроніки НАНУ. Тема докторської дисертації «Поширення ультразвуку в металах та проблема їх електронного енергетичного спектру».
Помер 3 березня 2021 року в Харкові.

## Наукові досягнення
Роботи в галузі акустоелектроніки та низькотемпературної акустики металу. Відкрив гігантські осциляції поглинання звуку в металах у сильних магнітних полях та акустомагнітоелектричний ефект (відкриття зареєстровано в Державному реєстрі відкриттів СРСР у 1964 році).

### Публікації
- Исследование осцилляций коэффициента поглощения звука в висмуте // ЖЭТФ. 1965. Т. 49, № 10
- Новый акустический резонанс в наклонном поле // Письма в ЖЭТФ. 1965. Т. 2, № 1
- Valery I Khizhnyi, Valery V Tarakanov, Aleksey P Korolyuk, Mark B Strugatsky. Electromagnetic generation of sound in iron borate // Physica B. — 2000. — Т. 284–288 (19 липня). — С. 1151-1152.
- Mitsay, Yu.N., Skibinsky, K.M., Strugatsky, M.B., Korolyuk, A.P., Tarakanov, V.V., & Khizhnyi, V.I. Gakel'-Turov oscillations in iron borate // Journal of Magnetism and Magnetic Materials. — 2000. — Т. 219, вип. 3 (19 липня). — С. 340-348.
- В.И. Хижный, В.В. Тараканов, А.П. Королюк, Т.М. Хижная. Электромагнитное возбуждение звука в борате железа // Физика низких температур. — 2006. — Т. 32, вип. 7 (19 липня). — С. 838–844. [3]

## Премії та нагороди
- Державна премія УРСР у галузі науки і техніки (1980);
- Член-кореспондент НАНУ (1985)[3].